# Theodor Hjelmqvist
Anders Theodor Hjelmqvist, född 11 april 1866 i Växjö, död 2 juli 1944 i Lund, var en svensk språkforskare och skolman. Han var bror till Fredrik Hjelmqvist.

## Biografi
Hjelmqvist blev filosofie doktor i Lund 1892 och docent i fornnordisk litteratur, senare i nordiska språk 1891–1919, samt lektor vid Lunds högre allmänna läroverk 1904, samt erhöll professors titel 1920. Hjelmqvists första avhandling var ägnad Naturskildringarna i den norröna diktningen (1891). Senare inriktade sig Hjelmqvist, som under en följd av år tillhörde Svenska Akademiens ordboksredaktion, i främsta rummet på onomastik.
Han medverkade vid utgivandet av Anna Maria Lenngrens samlade skrifter 1916–1926, Pontus Wikners skrifter 1920-1924 och Hedvig Charlotta Nordenflychts samlade skrifter 1929–1938.
Han gifte sig 1898 med Elisabeth Feuk (1868–1958) som var barnboksförfattare under namnet Elisabeth Hjelmqvist. De fick barnen Greta Hjelmqvist (1900–1954), Bengt Hjelmqvist (1903–2005), Hakon Hjelmqvist (1905–1999), Sven Hjelmqvist (1908–2005) och Inga Eeg-Olofsson (1909–2004).
Makarna Hjelmqvist är begravda på Klosterkyrkogården i Lund.